# 仙石政勝
仙石 政勝（せんごく まさかつ、元和6年（1620年） - 元禄13年5月8日（1700年6月24日））は、江戸時代の旗本。上田藩主仙石忠政の三男で、次代藩主仙石政俊の弟。通称、治左衛門。官位は、従五位下和泉守。信濃国矢沢領主。男子に仙石政因、娘に貞雲院（仙石氏本家である信濃国上田藩の筆頭家老家の仙石政治室）。

## 経歴
寛文9年（1669年）、藩主であった兄の政俊が隠居する時に幕府に願い出て、藩領6万余石のうち信濃国小県郡矢沢村など8村（半郷1村含む）2000石を分知された。矢沢に陣屋を構えたが、江戸定府であった為、代官が支配した。
延宝元年（1673年）年の暮れに幕府に暇願いを出し、延宝2年（1674年）2月に矢沢に入り4月まで滞在した。この時、すでに隠居した兄の政俊（当時は剃髪して道休と号していた）と会っている。この時が最初で最後の矢沢入りであった。同年政俊が没すると、本藩を相続した仙石政明を補佐した。延宝6年（1678年）12月3日、盗賊改役となった。貞享2年（1685年）12月29日から貞享4年（1687年）まで御勘定頭を務めた。これらの功績により、上野国下仁田村、藤川村300余石と武蔵国毛呂本郷村、小田谷村（ともに現・埼玉県毛呂山町）に430余石を賜った。
「寛政重修諸家譜」によると、元禄9年（1696年）に嫡男仙石政因（采女）に家督を譲り隠居した。しかし、元禄6年（1693年）8月に政勝が「仙石政因宛同政勝覚書」をしたためている所から、この年に実質隠居しているとみられる。
その後本家は信濃国から但馬国出石藩に移封されたが、政勝の子孫は明治維新まで信濃国矢沢の地を治めた。領主は、政勝-政因の後、政啓（まさひろ）、政寅、政和、政寿（まさひさ）、そして政相（まさとも、明治元年に政雄に改名）の時に明治維新を迎えた。

### 子女と本藩との関り
娘は本家家老職の仙石政治室となったが、その子の仙石政房は後に本藩を継いで出石藩第二代藩主となったため、政勝は本藩主の祖父ということになる。また、政房の婿養子で本家の出石藩第三代藩主となった政辰は政因の七男であり、これも政勝の孫にあたる。

## 逸話
天和2年（1682年）2月、幕府の先手鉄砲頭を勤めていた天野長重が、貸した金を政勝が返してくれなくて困っている旨を、同姓で旗本の仙石久信・久尚兄弟に書状で訴えている。
長重が貸し付けていた金は本来、先手鉄砲頭の運営資金つまり公的資金であったが、当時はこれを貸し付けて増やすことは悪いこととはされず、むしろ賢い方法とされて公認されていた。ともあれ、天野は繰り越し余剰の金300両を政勝に貸し付けたが、期日が来ても返済されないため、政勝同族の仙石兄弟に訴えた。天野の室は仙石秀久の七男で旗本の仙石久隆の娘であり、政勝の従姉妹であるため、信用され貸付先に選ばれたと考えられ、また前述の兄弟は天野にとって甥であったため、書状の宛先として選ばれたと推測される。
貸し付けの利息は一割であり、当時の政勝は盗賊改役であった。